# 汤维英
汤维英（1942年10月—），男，汉族，广东蕉岭人，中华人民共和国政治人物，曾任广东省人大常委会副主任，广东省总工会主席，第十届全国人大代表。